# Jack Greenwell
John Richard Greenwell, conegut com a Jack Greenwell, (Crook, 2 de gener de 1884 - Bogotà, 20 de novembre de 1942) va ser un futbolista i entrenador de futbol anglès d'inicis de segle xx. Va morir a principis de la dècada dels quaranta del segle passat.

## Biografia
Jack Greenwell va néixer al Comtat de Durham a Anglaterra fill d'un miner. Jugà al Crook Town. El 1912 s'establí a Catalunya i ingressà al FC Barcelona. Jugava a la posició de mig ala i destacava per la seva bona tècnica. Debutà com a jugador el 29-9-1912 en el partit Barcelona 4 - FC Espanya 2. L'any següent ajudà a organitzar una gira del seu antic equip, el Crook Town AFC per Barcelona on disputà 3 partits contra el Barça els dies 20, 24 i 27 d'abril amb una victòria anglesa (2-4) i dos empats (1-1 i 2-2). Al costat de noms com Paulí Alcàntara, Francesc Bru i Romà Forns va guanyar dos campionats de Catalunya. En total disputà 88 partits i marcà 10 gols.
Un cop retirat, el 1917 passà a la banqueta del Barça essent el segon entrenador de la història del club. Debutà com a entrenador el 7-7-1917 amb una victòria per 3 a 1 contra l'CE Europa. En els primers anys d'entrenador arribà a disputar algun partit, com un en què substituí al porter Bru que s'havia lesionat. És l'entrenador que més temporades ha estat al club i el segon en temporades consecutives (7) per darrere del Johan Cruyff. A la banqueta del club assolí uns brillants resultats amb 492 partits, 335 victòries, 73 empats, 84 derrotes, 6 campionats de Catalunya i 2 campionats d'Espanya. Les seves plantilles estigueren formades per grans jugadors com Paulí Alcántara, Emili Sagi-Barba, Ricard Zamora, Josep Samitier, Agustín Sancho, Félix Sesúmaga o Franz Platko.
Un cop deixà el Barça dirigí a la UE Sants i, el 1926, al CE Castelló. Sota la seva direcció tècnica, el jove equip de La Plana donà un gran salt de qualitat. Debutà el 17 d'octubre de 1926 en un amistós front al Gimnàstic de València (8-1) el mateix dia que es va estrenar la gespa d'El Sequiol. Al Campionat regional, Greenwell portà al Castelló fins al segon lloc, després de guanyar el partit de desempat front al Llevant FC per 2-1 a Mestalla. Aquesta magnífica classificació suposava que el club albinegre disputaria, per primer cop, la Copa del Rei la temporada següent. La plantilla era formada, entre d'altres, per jugadors com José Alanga, Martínez El Salao o Pedro Archilés. L'èxit de Greenwell va forjar-se en la seva disciplina i en la introducció de més entrenament tècnic que no pas físic. Durant la seva estada el Castelló va romandre imbatut a El sequiol en partits oficials. A més a més, fou l'únic que derrotà al València CF, campió regional aquella temporada. El resultat final fou de 3-1, malgrat que el Castelló va acabar el partit amb només vuit jugadors.
A la següent temporada va dirigir al RCD Espanyol entre 1927 i 1930. Al club blanc-i-blau guanyà el doblet (Campionat de Catalunya i Campionat d'Espanya) la temporada 1928-29. A la seva plantilla destacaren homes com Ricardo Zamora o Ricardo Saprissa. Retornà al Barça durant dues noves temporades (1931-33) i posteriorment dirigí al València CF on guanyà el campionat valencià i fou finalista del d'Espanya, i al RCD Mallorca. La seva trajectòria com a entrenador l'acabà al Perú, on dirigí a l'Universitario de Deportes de Lima i fou el primer entrenador no sud-americà en guanyar el Campionat Sud-americà de futbol amb la selecció del Perú.

## Trajectòria esportiva
Com a jugador
- Crook Town: 1901-1912.
- FC Barcelona: 1912-1917.

Com a entrenador
- FC Barcelona: 1917-1923.
- UE Sants: 1923-1926.
- CE Castelló: 1926-1927
- RCD Espanyol: 1927-1930.
- FC Barcelona: 1931-1933.
- València CF: 1933-1934.
- RCD Mallorca
- Universitario de Deportes: 1939.
- Selecció de futbol del Perú: 1939.

## Palmarès
Com a jugador
- 2 Campionats de Catalunya: 1912-13, 1915-16.
- 1 Copa d'Espanya: 1912-13.
- 1 Campionat dels Pirineus: 1913.

Com a entrenador
- 3 Copes d'Espanya: 1919-20, 1921-22, 1928-29.
- 7 Campionats de Catalunya: 1918-19, 1919-20, 1920-21, 1921-22, 1923-24, 1928-29, 1931-32.
- 1 Campionat de València: 1933-34.
- 1 Lliga peruana: 1939.
- 1 Campionat Sud-americà: 1939.